# Alex Maskey

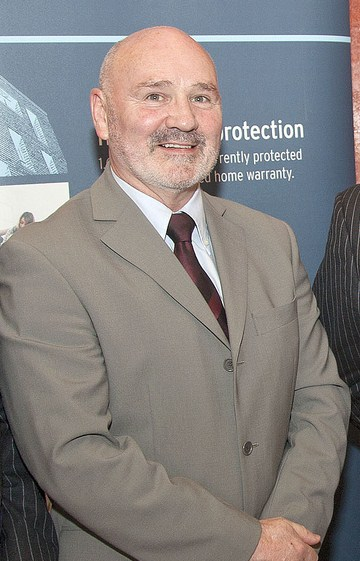
Alex Maskey (2012)

Alex Maskey (* 28. Januar 1952 in Belfast, Nordirland) ist ein nordirischer Politiker der Partei Sinn Féin.

## Jugend
Maskey entstammt einer katholischen Arbeiterfamilie und fand erste Anstellung in den Docks von Belfast und später als Barkellner. Danach war er für mehrere Jahre Amateurboxer. Mit dem Beginn der Troubles gegen 1969 schloss er sich der republikanischen Bewegung an und wurde zweimal von britischen Sicherheitskräften interniert.

## Politisches Wirken
Maskey ist einer der führenden Vertreter der politischen Strategie von Gerry Adams. Im Jahr 1983 wurde er als erstes Mitglied der Sinn Féin in den Stadtrat von Belfast gewählt. Als Vertreter der IRA-nahen Partei wurde er damit zum Ziel loyalistischer Attentäter. Einen Mordanschlag im Jahr 1987, verübt durch die Ulster Defence Association, überlebte er nur knapp.
Bei den Kommunalwahlen 2002 erlangte die Sinn Féin die meisten Stimmen und Maskey wurde zum Lord Mayor von Belfast ernannt. Er war der erste republikanische Bürgermeister der Stadt. Als Geste der Versöhnung legte er an einem Mahnmal für protestantische Soldaten der British Army, die im Ersten Weltkrieg in der Schlacht an der Somme gefallen waren, einen Kranz nieder. Die Vorbehalte vieler unionistischer Abgeordneter konnte er damit gleichwohl nicht zerstreuen.
2003 zog er als Abgeordneter für den Wahlkreis South Belfast in die Northern Ireland Assembly ein. Er wirkt als Sprecher seiner Partei in polizeilichen Fragen und ist Mitglied des Northern Ireland Policing Board, eines parteiübergreifenden Gremiums, welches die Arbeit des Police Service of Northern Ireland überwacht. Maskey trat auch international als Repräsentant des Friedensprozesses in Nordirland in Erscheinung. Im Jahr 2006 vermittelte er in den Verhandlungen zwischen der spanischen Regierung und der baskischen Untergrundbewegung ETA, die zu einem (letztendlich nur kurzen) Waffenstillstand führten.
Nach der mehr als 3 Jahre andauernden Handlungsunfähigkeit der Northern Ireland Assembly einigten sich die Vertreter der protestantischen DUP und von Sinn Féin im Januar 2020 die Arbeit im Regionalparlament fortzuführen. Alex Maskey wurde dabei zum neuen Speaker bestimmt.